# Канилле, Фёдор Андреевич
Фёдор Андреевич Канилле (1836—1900) — русский пианист, педагог.

## Биография
Брат М. А. Канилле. Искусству фортепианной игры учился в Петербурге у Н. И. Морейского. Дебютировал в Петербурге в 1850 году (в возрасте 13 лет). Дважды выступал в концертах Бесплатной музыкальной школы, исполнив Концертштюк Р.Шумана (6.5.1864) и 2-й концерт для фортепиано с оркестром Ф.Листа (1865 — первое исполнение в России).
Давал уроки фортепианной игры и композиции; в 1859—1862 годы в числе его учеников был Н. А. Римский-Корсаков. С 1861 года преподавал фортепиано в инструментальных классах Придворной певческой капеллы.
С конца 1850-х гг. был близок с М. А. Балакиревым и его музыкальным кружком, куда ввёл и Н. А. Римского-Корсакова.
Переложил для фортепиано в 4 руки 2-ю увертюру на 3 русские темы («1000 лет», или «Русь») и симфоническую поэму «В Чехии» М. А. Балакирева.

## Признание
Н. А. Римский-Корсаков посвятил Фёдору Андреевичу Канилле свою 1-ю симфонию (1862) и романс «Встань, сойди, давно денница» на слова Л. А. Мея (1870).

## Отзывы
Канилле открыл мне глаза на многое. С каким восхищением я от него услыхал, что «Руслан» действительно лучшая опера в мире, что Глинка — величайший гений. … Он был хороший пианист; от него я впервые услышал хорошее исполнение на фортепиано.— Римский-Корсаков Н. А. Летопись моей музыкальной жизни. — М.: Директ-Медиа, 2015. — С. 26.

Исполнял этот концерт г. Канилле и исполнял прекрасно; не говоря уже об отчетливости, верности и силе, самый смысл сочинения, к роду которого мы ещё мало привыкли, был передан очень верно. Самый выбор пьесы обличает в г. Канилле не только отличного пианиста, но и исполнителя, готового служить современному искусству.— Ц. А. Кюи // С.-Петербургские ведомости. — 1865. — № 100. (цит. по:)